# Wąchock (gromada)
Wąchock – dawna gromada, czyli najmniejsza jednostka podziału terytorialnego Polskiej Rzeczypospolitej Ludowej w latach 1954–1972.
Gromady, z gromadzkimi radami narodowymi (GRN) jako organami władzy najniższego stopnia na wsi, funkcjonowały od reformy reorganizującej administrację wiejską przeprowadzonej jesienią 1954 do momentu ich zniesienia z dniem 1 stycznia 1973, tym samym wypierając organizację gminną w latach 1954–1972.
Gromadę Wąchock z siedzibą GRN w Wąchocku (wówczas wsi) utworzono – jako jedną z 8759 gromad na obszarze Polski – w powiecie iłżeckim w woj. kieleckim, na mocy uchwały nr 13k/54 WRN w Kielcach z dnia 29 września 1954. W skład jednostki weszły obszary dotychczasowych gromad Rataje i Wąchock ze zniesionej gminy Wąchock w tymże powiecie oraz lasy państwowe nadleśnictwa Starachowice (oddziały nr 171, 196 do 202, 232 do 238, 270 do 275, 307, 308 i 309). Dla gromady ustalono 27 członków gromadzkiej rady narodowej.
29 lutego 1956 z gromady Wąchock wyłączono:
- oddziały nr 198–201 nadleśnictwa Starachowice, włączając je do gromady Mirzec w tymże powiecie;

- oddziały nr 196–197 nadleśnictwa Starachowice, włączając je do gromady Ostrożanka w tymże powiecie.

Do gromady Wąchock przyłączono natomiast oddziały nr 231, 269 i 306 nadleśnictwa Starachowice z gromady Lubienia w tymże powiecie.
1 stycznia 1969 do gromady Wąchock przyłączono obszar zniesionej gromady Wielka Wieś.
Gromada przetrwała do końca 1972 roku, czyli do kolejnej reformy gminnej. 1 stycznia 1973 w powiecie iłżeckim (9 grudnia 1973 przemianowanym na starachowicki) reaktywowano gminę Wąchock.